# ROX Tigers
«ROX Tigers» (кор. ROX 타이거즈, сокр. от англ. ROX) — профессиональная команда по League of Legends из Южной Кореи, ранее была известна как «HUYA Tigers», «GE Tigers», «KOO Tigers» или просто «Tigers». Была основана в конце 2014 года бывшими игроками коллективов «NaJin Sword», «NaJin Shield» и «Incredible Miracle» для участия в отборочном турнире весеннего сплита LCK 2015.
«Тигры» являются серебряными призёрами Чемпионата мира по League of Legends (2015) и бронзовыми призёрами IEM Season IX — World Championship (2015). Наивысшим достижением команды в LCK является чемпионство в летнем сплите 2016 года.

## История

### Сезон 2014 (HUYA Tigers)
В ноябре 2014 года, во время массового роспуска команд LCK, который был вызван введением запрета организациям иметь два состава в лиге на следующий сезон, при поддержке китайской соц-сети YY для участия в отборочном турнире весеннего сплита LCK 2015 была образована команда «HUYA Tigers». В состав нового коллектива вошли следующие прежние игроки распущенных составов организаций «NaJin e-mFire» и «Incredible Miracle»: «Smeb» (Сон Кёнхо), «Hojin» (И Ходжин), «KurO» (И Со Хен), «PraY» (Ким Ён Ин) и «GorillA» (Кан Бом Хван). «Тигры» квалифицировались в LCK, заняв 1-е место в финальной стадии отборочного турнира с двумя победами и единственным поражением.

### Весна 2015 (GE Tigers)
Перед началом весеннего сплита LCK 2015 коллектив меняет название на «GE Tigers». Своё первое выступление в лиге коллектив завершил на 2-м месте, проиграв в финале команде «SK Telecom T1» со счётом 0:3. На международной сцене в весенней части сезона достичь успеха «тиграм» также не удалось: на IEM Season IX World Championship «GE Tigers» занимают 3-4 место, проиграв в 1/2 финала турнира команде «Team WE», которая боролась на тот момент времени за выживание в Про-лиге Tencent.
В мае 2015 года команда сменила название на «KOO Tigers» в связи с получением нового спонсора — «KooTV», тогда же к коллективу в качестве лесника присоединяется «Wisdom» (Ким Тхэван).

### Лето 2015 (KOO Tigers)
Регулярный сезон летнего сплита LCK 2015 «KOO Tigers» завершили четвёртыми. «Тигры» вышли в полуфинал обыграв в плей-офф команды «NaJin e-mFire» и «CJ Entus» со счётом 2:1 и 3:0 соответственно. Полуфинальная серия против «KT Rolster» завершилась для коллектива поражением со счётом 3:2. В конечном счёте коллектив «KOO Tigers» занял 3-е место, а квалифицировался на Чемпионат мира по League of Legends 2015 года по лидерству в рейтинге Championship Points — в главном соревновании года по League of Legends «тигры» дошли до финала, где со счётом 1:3 проиграли команде «SK Telecom T1».

### Предсезон 2016 (Tigers)
В ноябре 2015 года «KOO Tigers» стали называться просто «Tigers» из-за потери спонсора — стриминговый сервис «KooTV» был закрыт. Под новым названием коллектив выступил лишь на LoL KeSPA Cup 2015, где занял 9—14 место. 7 декабря 2015 года «Hojin» завершил карьеру, а «Wisdom» покинул команду. 5 января 2016 года коллектив переименовывается в «ROX Tigers», к команде в качестве лесника присоединился «Peanut» (Юн Ван Хо), а также на роль запасного мидера приходит «Sylph» (Ли Джэ-ха).

### Сезон 2016
26 февраля 2016 года «Sylph», мидер запаса «роксо́в», который не провёл ни одного матча за команду, получил бан сроком на один год за использование стороннего программного обеспечения для получения 30-го уровня на аккаунте в режиме игры «против ботов», из-за чего «ROX Tigers» пришлось искать другого запасного мидера — им стал «Cry» (Хэ Сон Мин). Весенний сплит LCK 2016 года «тигры» завершили на 2 месте, проиграв команде «SK Telecom T1» в финале плей-офф лиги со счётом 1:3.
В финале летнего сплита LCK «ROX Tigers» со счётом 3:2 обыграли коллектив, который в полуфинале выбил из борьбы за чемпионство SKT — «KT Rolster», пройдя на 6-й чемпионат мира по League of Legends как 1-я сеяная команда от южнокорейского региона.

### Сезон 2017
После сезона 2016 года предыдущий состав распался из-за неудовлетворительных результатов на чемпионате мира. Было решено подписать ветеранов Shy и Lindarang на роль топлейнеров, SeongHwan и Mightybear в качестве лесников, Mickey и Sangyoon из Afreeca и Key в качестве игроков поддержки. На весеннем сплите 2017 года команда занимает 6 место.
Для летнего сплита они взяли «Lava» на роль мидера. ROX Tigers завершили осенний сплит на 7 месте без возможности участия в региональных квалификациях на чемпионат мира.
На LoL KeSPA Cup 2017 ROX обыграли любительскую команду Gyeonggi, но проиграли во 2 раунде коллективу Ever8 Winners .

### Сезон 2018
Перед началом сезона 2018 ROX Tigers решили оставить «Lava» и «Lindarang» и исключили «Mickey» и «Shy» из состава. Это привело к лучшим результатам, но этого было недостаточно для выхода в плей-офф в весеннем сплите, поскольку они проиграли в трехстороннем матче и заняли 4-е место из-за своего игрового счета.
После весеннего сплита состав и слот LCK были приобретены Hanwha Life Esports.

## Состав
|                  | Ник        | Полное имя  | Роль           |
| ---------------- | ---------- | ----------- | -------------- |
| Республика Корея | NoFe       | Чон Ночхоль | Главный тренер |
| Республика Корея | SSONG      | Ким Сансу   | Тренер         |
| Республика Корея | Lindarang  | Хо Ман Хын  | Топ-лейнер     |
| Республика Корея | SeongHwan  | Юн Сон Хван | Лесник         |
| Республика Корея | Lava       | Ким Тэ Хун  | Мидлейнер      |
| Республика Корея | Sangyoon   | Гвон Сан Юн | Бот Ланер      |
| Республика Корея | Key        | Ким Ханги   | Поддержка      |
| Республика Корея | Mightybear | Ким Мин Су  | Sub/Jun        |
| Республика Корея | Kuzan      | Ли Сон Хёк  | Sub/Mid        |
| Республика Корея | Shy        | Пак Сан Мён | Top Laner      |
| Республика Корея | Crow       | Ким Сон Гю  | Sub/Mid        |
| Республика Корея | Mickey     | Сон Ён Мин  | Мидлейнер      |
| Республика Корея | Peanut     | Хан Ван Хо  | Лесник         |
| Республика Корея | Cry        | Хэ Сон Мин  | Мидлейнер      |
| Республика Корея | Smeb       | Сон Кён Хо  | Топ-лейнер     |
| Республика Корея | Kuro       | Ли Со Хэн   | Мидлейнер      |
| Республика Корея | PraY       | Ким Чен Ин  | Бот Ланер      |
| Республика Корея | GorillA    | Кан Бом Хён | Поддержка      |
| Республика Корея | Sylph      | Ли Джэ Ха   | Саб/Сред       |
| Республика Корея | Hojin      | И Ходжин    | Лесник         |
| Республика Корея | Wisdom     | Ким Тхеван  | Лесник         |

## Достижения
| Сезон      | Место | Призовой фонд |
| ---------- | ----- | ------------- |
| Весна 2015 | 2     | 60 000 000 ₩  |
| Лето 2015  | 3     | 30 000 000 ₩  |
| Весна 2016 | 2     | 60 000 000 ₩  |
| Лето 2016  | 1     | 100 000 000 ₩ |
| Весна 2017 | 6     | 10 000 000 ₩  |
| Лето 2017  | 7     | 10 000 000 ₩  |
| Весна 2018 | 6     | 10 000 000 ₩  |

| Место | Соревнование                    | Дата проведения                | Призовые  |
| ----- | ------------------------------- | ------------------------------ | --------- |
| 3—4   | Intel Extreme Masters Season IX | 28 ноября 2014 — 15 марта 2015 | 15 000 $  |
| 2     | Mid-Season Invitational 2015    | 7—10 мая 2015                  | 50 000 $  |
| 2     | Чемпионат мира по LoL 2015      | 1—31 октября 2015              | 250 000 $ |
| 3—4   | Чемпионат мира по LoL 2016      | 29 сентября — 29 октября 2016  | 380 250 $ |